# Brian Fitzalan
Brian Fitzalan († 1306), noble anglo-normand, fut Gardien de l'Écosse pour le compte du roi Édouard Ier d'Angleterre en 1291-1292.

## Origine incertaine
Brian Fitzalan, seigneur de Bedale, fils de Sir Alan Fitzbrian, shérif du Northumberland, est le descendant d'une famille réputée être issue des anciens comtes de Bretagne et/ou des détenteurs de l'« Honneur de Richmond ». Il a été décrit comme « un baron anglais de plus de réputation que de fortune ».

## Gardien de l'Écosse
Après avoir participé à la Guerre de conquête du Pays de Galles en 1282 et au conseil royal tenu à Gloucester en 1287, Brian Fitzalan reçoit de 1291 à 1292 la garde des châteaux royaux écossais de Forfar, Dundee, Roxburgh et Jedburgh pendant les négociations liée à la « Grande Cause ». Le 13 juin 1291, il est également élevé à la position de Gardien de l'Écosse, afin de travailler de concert avec les autres Gardiens de l'Écosse John II Comyn de Badenoch et William Fraser, évêque de Saint Andrews. Ils reçoivent les serments de fidélité des nobles écossais à Perth.

## Lieutenant du roi
Sir Brian retourne ensuite à sa carrière de baron anglais et reçoit une solde pour combattre de nouveau les Gallois en 1294 avant d'assister au Parlement anglais de 1295. La plupart de ses domaines se trouvant dans l'Honneur de Richmond, les appels réguliers de Fitzalan au Parlement témoignent de son utilité pour le gouvernement, plutôt que de son statut en tant que tel. Bien qu'il ne détienne aucune fonction dans le gouvernement d'Écosse institué par Édouard Ier d'Angleterre en 1296, Brian Fitzalan se trouve presque constamment occupé dans le nord après la reprise de la guerre en 1297. Malgré une convocation pour se rendre en Flandres avec le roi, il est nommé capitaine des fortifications royales dans le Northumberland le 12 juillet 1297 dans la perspective d'une attaque écossaise.
Le 29 juillet, on lui propose le poste de lieutenant d'Écosse, une fonction disponible après le retrait de son titulaire le John de Warenne 6e comte de Surrey. Le 4 août, Brian Fitzalan écrit au roi et décline l'offre, faute d'un revenu suffisant pour pouvoir entretenir la suite requise de cinquante hommes armés avec leurs chevaux. Néanmoins, le gouvernement anglais semble considérer l'affaire comme réglée car il délivre le 18 août des lettres patentes pour Brian Fitzalan comme lieutenant et le 28 du même mois tous les shérifs au nord de la Trent reçoivent le commandement de l'aider dans ses nouvelles fonctions.
Fitzalan occupe de nouveau le poste de capitaine des fortifications royales dans le Northumberland et y reste de 1297 à 1298. Il combat lors de la bataille de Falkirk avec six chevaliers dans le contingent de l'évêque de Duhram, mais il ne fait pas partir de ceux qui sont convoqués à Berwick-upon-Tweed afin de participer à une rencontre secrète relative aux affaires d'Écosse à York en avril 1298 .
Brian Fitzalan combat de nouveau les Écossais en 1299, 1300, et pour la dernière fois en 1303. Il meurt en 1306 et est inhumé dans l'église de Bedale dans le nord du Yorkshire où son gisant se trouve encore.

## Union et postérité
Brian Fitzalan et son épouse Matilda laissent deux filles et cohéritières, Matilda (ou Agnès) et Catherine.